# Соколов Андрій Олексійович
Соколов Андрій Олексійович — радянський і російський актор і режисер театру і кіно, телеведучий, продюсер, громадський діяч. Заслужений артист Росії (1998). Народний артист Російської Федерації (2005).

## Біографічні відомості
Народився 13 серпня 1962 р. в Москві. Закінчив Московське театральне училище ім. Б. Щукіна (1990) та Вищі режисерські курси (1998). З 1990 р. працює у театрі «Ленком».
Знімався у фільмах: «Маленька Віра» (1988, 2 с, Сергій), «Мистецтво жити в Одесі» (1989), «Таємниця королеви Анни, або Мушкетери тридцять років по тому» (1993, 2 с), «Втрачений рай» (2000) та ін.
Учасник низки міжнародних кінофестивалів та кінофоруму, проведених в окупованому РФ Криму. Фігурант бази даних центру «Миротворець».

## Санкції
Андрій Соколов підтримав військове вторгнення Росії в Україну в соціальних мережах, співголова регіонального штабу ОНФ у Московській області, громадської організації, створеної на пропозицію Путіна. Організація повністю підтримує військові дії та політику РФ, організовує різноманітні акції та заходи на підтримку Збройних Сил РФ у проведенні "спеціальної військової операції в Україні", мешканців так званих ЛНР та ДНР.
З  15 січня 2023 року  доданий до санкційного списку України.

## Фільмографія

### Кіно
| Рік  | Фільм                                                        | Оригінальна назва                                           | Роль                                  |
| ---- | ------------------------------------------------------------ | ----------------------------------------------------------- | ------------------------------------- |
| 1987 | Вона з мітлою, він в чорному капелюсі                        | рос. Она с метлой, он в черной шляпе                        | Олексій Орлов, молодий лікар          |
| 1988 | Маленька Віра                                                | рос. Маленькая Вера                                         | Сергій                                |
| 1988 | Раз, два — лихо не біда!                                     | рос. Раз, два — горе не беда!                               | Данилов, царський технік              |
| 1989 | У місті Сочі темні ночі                                      | рос. В городе Сочи тёмные ночи                              | Борис                                 |
| 1989 | Мистецтво жити в Одесі                                       | рос. Искусство жить в Одессе                                | Саша Боровий                          |
| 1990 | Наша людина в Сан-Ремо                                       | рос. Наш человек в Сан-Ремо                                 | Микола                                |
| 1990 | Зламане світло                                               | рос. Сломанный свет                                         | Лев                                   |
| 1990 | Полювання на сутенера                                        | рос. Охота на сутенёра                                      | Стас Шапкін                           |
| 1990 | Кат                                                          | рос. Палач                                                  | Андрій                                |
| 1990 |                                                              | рос. Холодная осень                                         |                                       |
| 1991 | Цар Іван Грозний                                             | рос. Царь Иван Грозный                                      | Афанасій Вяземський                   |
| 1991 | Кровопивці                                                   | рос. Пьющие кровь                                           | Олександр Руневський                  |
| 1991 |                                                              | рос. Шальная баба                                           | Олексій                               |
| 1992 |                                                              | рос. Странные мужчины Семёновой Екатерины                   | Микита                                |
| 1992 |                                                              | рос. Невеста из Парижа                                      |                                       |
| 1993 | Пророцтво                                                    | рос. Предсказание                                           | Олег Горюнов                          |
| 1993 |                                                              | рос. Дикая любовь                                           | Шаріпов                               |
| 1993 |                                                              | рос. Сыскное бюро «Феликс»                                  | Данило Плєщеєв, аспірант              |
| 1993 | Таємниця королеви Анни, або Мушкетери тридцять років по тому | рос. Тайна королевы Анны, или Мушкетёры тридцать лет спустя | Рауль, віконт де Бражелон             |
| 1993 |                                                              | рос. Бездна, круг седьмой                                   |                                       |
| 1993 |                                                              | рос. Мечты идиота                                           |                                       |
| 1994 |                                                              | рос. Любовь, предвестие печали                              |                                       |
| 1994 | Листи в минуле життя                                         | рос. Письма в прошлую жизнь                                 | Вадим                                 |
| 1995 |                                                              | рос. Одинокий игрок                                         | Вадим Коробов                         |
| 1996 | Несуть мене коні...                                          | рос. Несут меня кони...                                     | Іван Левський                         |
| 1997 |                                                              | рос. Рикошет                                                |                                       |
| 2000 |                                                              | рос. Потерянный рай                                         | Вітольд Непотач                       |
| 2005 |                                                              | англ. One Day in Europe                                     | Андрій                                |
| 2005 |                                                              | рос. Чайка                                                  | Борис Тригорін                        |
| 2006 |                                                              | рос. Я остаюсь                                              | Гліб Шахов                            |
| 2008 |                                                              | рос. Московский жиголо                                      | Вадим Озерцов, колишній чоловік Марії |
| 2008 | Заходь – не бійся, виходь – не плач                          | рос. Заходи – не бойся, выходи – не плачь                   | Генадій Тимофєєв                      |
| 2008 | Торкнутися неба                                              | рос. Коснуться неба                                         |                                       |
| 2008 |                                                              | рос. Оттепель                                               | Андрій                                |
| 2009 |                                                              | рос. Гувернантка                                            |                                       |
| 2009 |                                                              | рос. Эффект домино                                          | Євген Максимов                        |
| 2009 |                                                              | рос. Дом без выхода                                         | Стас Кирилов                          |
| 2009 |                                                              | рос. Летом я предпочитаю свадьбу                            | Ігор                                  |
| 2010 |                                                              | рос. Седьмая жертва                                         | Олексій Зімін                         |
| 2012 |                                                              | рос. Белый мавр, или Интимные истории о моих соседях        |                                       |
| 2012 |                                                              | рос. Новогодний брак                                        |                                       |
| 2014 |                                                              | рос. Стартап                                                | чиновник                              |

### Телебачення
| Рік початку участі | Рік закінчення участі | Серіал                                    | Оригінальна назва                                            | Роль                           |
| ------------------ | --------------------- | ----------------------------------------- | ------------------------------------------------------------ | ------------------------------ |
| 1998               |                       |                                           | рос. Зал ожидания                                            | Каретников                     |
| 2002               |                       |                                           | рос. Линия защиты                                            | Андрій Змогоров, адвокат       |
| 2002               |                       |                                           | рос. Агентство «Золотая пуля»                                | Андрій Обнорський              |
| 2002               |                       |                                           | рос. Время любить                                            | Ігор                           |
| 2002               |                       |                                           | рос. Смотрящий вниз                                          | Олександр Угаров               |
| 2003               |                       |                                           | рос. Кавалеры морской звезды                                 | Олег Бабенко                   |
| 2004               | 2012                  |                                           | рос. Адвокат                                                 | Олексій Зімін, адвокат         |
| 2004               | 2007                  | Бальзаківський вік, або Всі чоловіки сво… | рос. Бальзаковский возраст, или Все мужики сво…              | Жан, коханий Віри              |
| 2004               |                       |                                           | рос. Красная площадь                                         | Ігор Шамраєв, старший слідчий  |
| 2004               |                       |                                           | рос. Близнецы                                                | Петро Єрожин                   |
| 2005               |                       |                                           | рос. Охота на асфальте                                       | Борис Мироненко                |
| 2005               |                       |                                           | рос. Три талера                                              | Олександр Тушинський           |
| 2006               |                       |                                           | рос. Охота на гения                                          | Віктор Стрешинський            |
| 2006               |                       |                                           | рос. Последний бронепоезд                                    | Дітріх Германн                 |
| 2007               |                       | Останній бронепоїзд                       | рос. Формула стихии                                          | Ковальов, колишній розвідник   |
| 2007               |                       |                                           | рос. Смерш                                                   | Юзеф Бернацький, ватажок банди |
| 2009               |                       |                                           | рос. Логово Змея                                             |                                |
| 2009               |                       |                                           | рос. Когда растаял снег                                      | Шувалов                        |
| 2010               |                       |                                           | рос. Столица греха                                           |                                |
| 2011               |                       | Поцілунок Сократа                         | рос. Поцелуй Сократа                                         | Володимир Сєдов                |
| 2012               |                       |                                           | рос. Личные обстоятельства                                   | Герман Кузнєцов                |
| 2013               |                       |                                           | рос. Департамент                                             |                                |
| 2013               |                       |                                           | рос. Красные горы                                            | Кирил Енгельгардт              |
| 2013               |                       |                                           | рос. Бальзаковский возраст, или Все мужики сво… 5 лет спустя | Жан                            |
| 2014               |                       |                                           | рос. До свидания, мальчики                                   | Василь Карпов                  |
| 2014               |                       |                                           | рос. Я больше не боюсь                                       | Володимир                      |